# Krieg (gruppo musicale)
I Krieg (tedesco per "guerra") sono un gruppo musicale black metal originario di Somers Point, New Jersey, Stati Uniti.

## Storia del gruppo
La band si è formata nel 1995, inizialmente come Imperial, cambiando nome in Krieg nel 1997  per evitare confusione con altre band omonime. I Krieg pubblicarono il loro album di debutto Rise of the Imperial Hordes nel 1998 e registrarono anche un secondo album in studio chiamato Sono Lo Scherno, che all'epoca non fu pubblicato. Alcuni dei brani sono stati usati nello split con i Kult ov Azazel e la compilation The Black Plague.
Nel 2001, i Krieg hanno suonato con i Godless North e gli Inquisition nel North American Black Metal Invasion Tour attraverso la Germania, dove sono stati supportati dalla band tedesca Secrets of the Moon. Allo show dei Krieg al Die Festung di Bitterfeld l'8 dicembre 2001, Imperial ha dedicato la sua esibizione a Kanwulf dei Nargaroth, che è stato picchiato dal cantante del gruppo NSBM Absurd Ronald "Wolf" Möbus per aver minacciato di uccidere il figlio di quest'ultimo (che all'epoca aveva circa un anno). Lo spettacolo è stato registrato e pubblicato sull'EP live Kill Yourself or Someone You Love.
Nel 2003, i Krieg hanno pubblicato uno split con gli Antaeus e i Satanic Warmaster, che, secondo Imperial, "si inseriscono nella mia santa trinità delle attuali band black metal" insieme alla band americana Black Witchery, così come uno split con i Goat Semen, i Necroplasma e Nazxul, e uno con gli Open Grave. La band ha anche pubblicato l'album The Black House, supportato da un tour con Demoncy e Abazagorath.
Nel 2004, Krieg ha annunciato un album conclusivo chiamato The Harmony Virus. Imperial ha motivato lo scioglimento il tal modo: "per ora, ho quasi raggiunto gli obiettivi che mi ero prefissato. Forse i KRIEG potrebbe tornare dopo che avrò portato avanti i miei prossimi progetti al massimo. Vedremo." Ha anche annunciato un singolo-split con la band canadese Lust.  Nel 2005, Blue Miasma è stato pubblicato come ultimo album dei Krieg. L'album è stato registrato presso i Winterblut Studio (Germania), gli Studio One (USA) e gli Orchard Studio (USA) nel 2005 e pubblicato tramite la No Colors Records e la Darkland Records.
Nel 2006 i Krieg, con i Noctuary come compagni di tour e band di supporto, hanno portato avanti un tour nella costa occidentale degli Stati Uniti, con date aggiunte in Messico. La band si è sciolta nel 2006 e si è riformata ancora una volta nel 2008 suonando a Los Angeles e San Francisco. Hanno quindi pubblicato uno split album e iniziato a lavorare a un nuovo album in studio. Nel 2010 pubblicano il loro sesto album, "The Isolationist", il primo per la Candelight Records.
Nel 2014 i Krieg hanno pubblicato un secondo disco tramite la Candlelight Records intitolato "Transient".
Nel 2017 è la volta di "A Small Death: Sessions 2003", ottavo album in studio pubblicato su cassetta dalla Children of the Night.

## Stile musicale e testi
Il frontman della band, Imperial, nel formare i Krieg è stato ispirato dal "bisogno di esprimere certe emozioni interne, che erano potenzianti, paralizzanti e consumanti. […] Si è sempre trattato della mia visione e della mia parola. L'unico modo per esprimere ciò alla perfezione è farlo senza alcuna interferenza esterna a meno che non sia permesso". Imperial asserisce altresì di essere in "una lotta costante per il controllo della mia vita", compreso un piccolo esaurimento nervoso nel 2004 e "una forte dose di Valium per controllare certe esplosioni molto violente". Imperial è "pesantemente influenzato dalla sua demenza e dai suoi incubi". Beherit, Archgoat, Darkthrone, Forgotten Woods, Demoncy, Judas Iscariot, Lugubrum, Pest, Satanic Warmaster, Black Crucifixion, Hellhammer, Burzum, Profanatica e Havohej "hanno contribuito a formare il mio sottofondo musicale", mentre le influenze "in senso non tradizionale si possono ricondurre agli album Berlin di Lou Reed e ai gruppi The Velvet Underground, The Stooges, Danzig/Samhain, i primi Laibach, gli Incantation (solo con Craig Pillard), gli Earth e un sacco di fottuti gruppi doom". I Krieg "non hanno mai avuto a che fare con i soliti soggetti satanici del black metal, ma piuttosto con una visione avvilita del nichilismo morboso".

## Discografia

### Album in studio
- Rise of the Imperial Hordes (1998)
- Destruction Ritual (2002)
- The Black House (2003)
- Sono lo scherno (2005)
- Blue Miasma (2006)
- The Isolationist (2010)
- Transient (2014)[5]
- A Small Death: Sessions 2003 (2017)

### EP e demo
- Battlegod (demo, 1996)
- The Church (riedizione della demo Forgotten Secrets, 2001)
- Kill Yourself or Someone You Love (live EP, 2002)
- Tormenting Necrometal (2002)
- Songs for Resistance (2002)
- Patrick Bateman (EP, 2004)

### Split album
- None Shall Escape the Wrath (split con i Judas Iscariot, gli Eternal Majesty, e i Macabre Omen) (2000)
- To the Coming Age of Intolerance (split con i Judas Iscariot) (2001)
- Kult ov Azazel / Krieg (split con i Kult ov Azazel) (2002)
- Krieg vs. Antaeus (split con gli Antaeus) (2003)
- Krieg / Satanic Warmaster (split con i Satanic Warmaster) (2003)
- 4 Spears in Gods Ribs (split con i Goat Semen, Necroplasma, e Nazxul) (2003)
- Resistance Is Futile (split con gli Open Grave) (2003)
- Death Glorification (split con i Morte Incandescente) (2004)
- Satan Shitting on Cunt / Flesh Descending (split con i Nunslaughter) (2004)
- Krieg / Azaghal (split con gli Azaghal) (2004)
- Daze West (split con i Nachtmystium) (2005)
- Bleeding for Him / The Church (split con i Bael) (2006)
- Krieg / Caïna (split con i Caïna) (2009)
- Krieg / Gravecode Nebula (split con i Gravecode Nebula) (2011)
- Krieg / Leviathan (split con i Leviathan) (2015)

### Compilation
- "Slit Their Throats to the Spine" on The Cold, The Silent (1999)
- The Black Plague (2001)